# Dagoberto Fontes
Dagoberto Fontes Figueredo (Maldonado, 6 giugno 1943 – Maldonado, 4 maggio 2024) è stato un calciatore uruguaiano, di ruolo attaccante.

## Carriera
Con la Nazionale uruguaiana prese parte al campionato del mondo 1970.